# Nowukunskigambiet
Het Nowukunskigambiet is in de opening van een schaakpartij een variant in de Van Geetopening, die valt onder ECO-code A00, de onregelmatige openingen. De beginzetten van het gambiet zijn 
1. Pc3 e5
2. f4 exf
3. e4
De zettenreeks lijkt op het koningsgambiet met verwisseling van zetten. Wel is een verschil dat nu zwart de mogelijkheid heeft om en passant te slaan op e3.